# 內格羅山

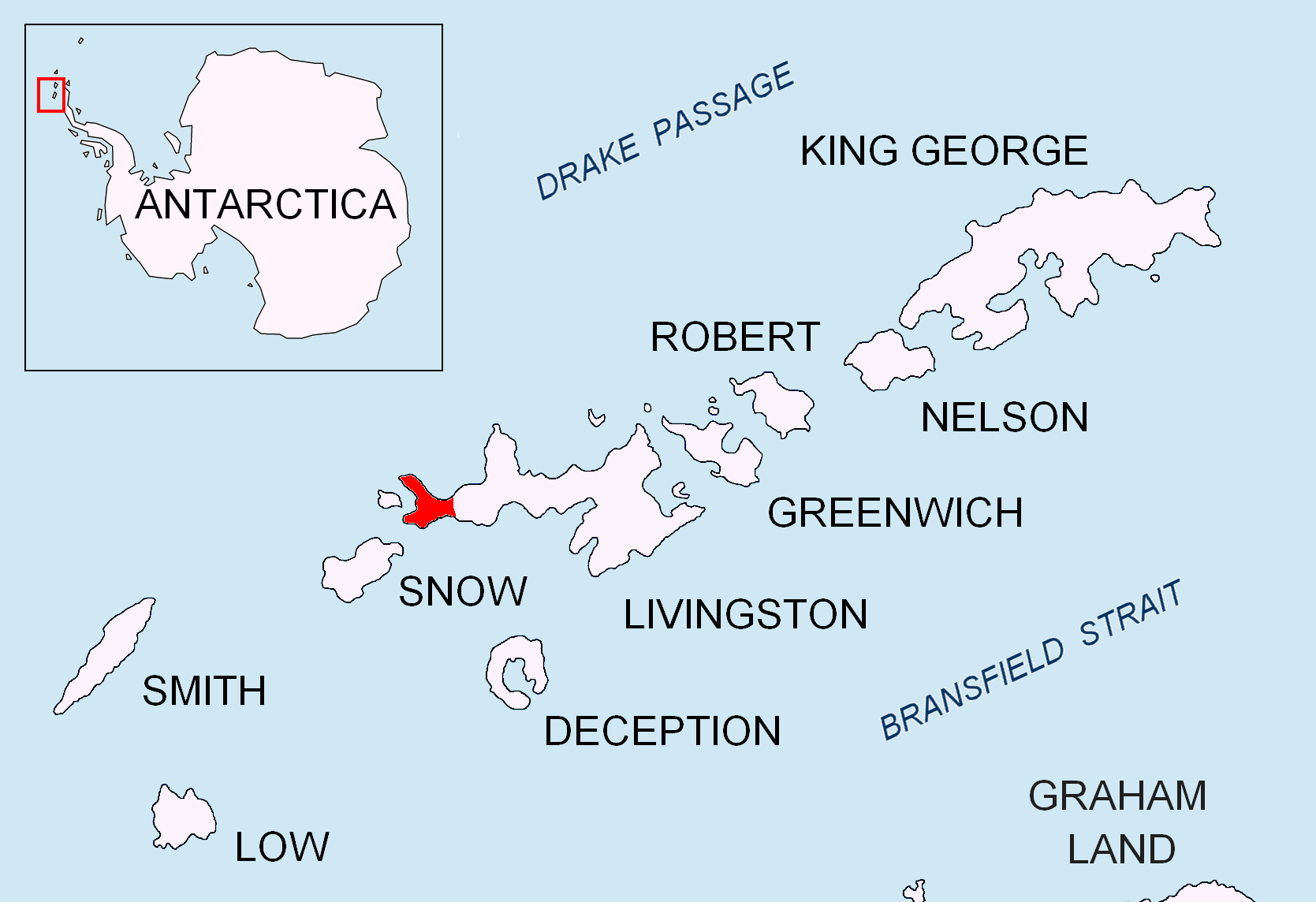

內格羅山（英語：Negro Hill）是南極洲的山峰，位於南設得蘭群島中利文斯頓島的拜爾斯半島，處於多梅塔角東北面1.1公里、尼科波爾角東北面4.99公里、燦布拉克山以南1.95公里和里什角西北面4.04公里，海拔高度143米。

## 外部連結
- SCAR Composite Antarctic Gazetteer（页面存档备份，存于）.

62°39′16.2″S 61°00′06″W / 62.654500°S 61.00167°W